# Bianca Fernandez
Bianca Jolie Fernandez (Montréal, 23 febbraio 2004) è una tennista canadese.

## Carriera
Bianca Fernandez non ha vinto nessun titolo nel circuito ITF in carriera pur avendo disputato cinque finali in doppio. L'11 settembre 2023 ha raggiunto il best ranking in singolare raggiungendo la 606ª posizione mondiale, mentre il 3 marzo 2025 ha raggiunto la 169ª posizione in doppio.
Avendo precedentemente disputato un incontro di esibizione in un match di doppio con i fratelli Bob e Mike Bryan, Bianca Fernandez ha effettuato il suo debutto in un torneo WTA al Monterrey Open 2022 nel tabellone di doppio grazie ad un invito, facendo coppia insieme a sua sorella Leylah Fernandez; sono state sconfitte da Elixane Lechemia e Ingrid Neel nel primo turno. Dopo alcuni tentativi falliti di superare i turni di qualificazione, accede al tabellone principale del WTA 125 Abierto Tampico, nel quale raccoglie solo tre giochi contro la quinta testa di serie Magda Linette. In doppio, sempre insieme alla sorella Leylah, giocano la Rogers Cup battendo al primo turno le ben più quotate Kirsten Flipkens e Sara Sorribes Tormo, ma vengono poi superate negli ottavi dalla cilena Alexa Guarachi e la slovena Andreja Klepač in due facili set.
Nel 2024, sempre in coppia con la sorella, raggiunge la semifinale in doppio al Canadian Open di Toronto, un WTA 1000 al quale era stata ammessa grazie ad una wild card, superando al primo turno la coppia numero cinque del tabellone, Schuurs / Stefani, e perdendo poi solo al penultimo turno contro le numero uno del torneo, Dabrowski e Routliffe per 2-6, 4-6. 

## Statistiche ITF

### Doppio

#### Sconfitte (5)
| Torneo $100.000 (0) |
| Torneo $80.000 (0)  |
| Torneo $60.000 (0)  |
| Torneo $40.000 (0)  |
| Torneo $25.000 (3)  |
| Torneo $15.000 (2)  |

| N. | Data             | Torneo                                               | Superficie  | Compagna                | Avversarie in finale                      | Score            |
| 1. | 24 ottobre 2020  | Jolie Ville Golf Women's, Sharm el-Sheikh            | Cemento     | Leylah Fernandez        | Veronika Pepeljaeva Anastasija Tichonova  | 6–4, 3–6, [6–10] |
| 2. | 4 settembre 2021 | Marbella Intecracy ITF Cup, Marbella                 | Terra rossa | Ana Lantigua de la Nuez | Yvonne Cavallé Reimers Ángela Fita Boluda | 3-6, 2-6         |
| 3. | 15 gennaio 2023  | Fort-de-France ITF World Tennis Tour, Fort-de-France | Cemento     | Anna Ulyashchenko       | Jenny Dürst Fanny Östlund                 | 4-6, 6-3, [4–10] |
| 4. | 22 aprile 2023   | ForteVillage ITF Trophy, Pula                        | Terra rossa | Chiara Scholl           | Misaki Matsuda Ikumi Yamazaki             | 6-4, 2-6, [9-11] |
| 5. | 7 settembre 2024 | Leiria Women's, Leiria                               | Cemento     | Radka Zelníčková        | Sarah Beth Grey Matilde Jorge             | 6(1)-7, 2-6      |